# Wiedingharders
Het Wiedingharders (inheemse naam Wiringhiirder freesk) is het Noord-Friese dialect dat gesproken wordt in de Duitse Wiedingharde, de landstreek in het vasteland van Noord-Friesland die tegen de Deense grens aan ligt.
Het Wiedingharders vormt samen met het Mooring, het Karrharders, het Goesharders en het Halligers het Vasteland-Noord-Fries. Ondanks dat het Mooring er precies zuidelijk van ligt heeft het Wieringharders meer verwantschap met het Goesharders. Tegen bepaalde veranderingen, opgetreden in het Mooring, hebben de sprekers van zowel het Wiedingharders als het Goesharders zich verzet. Ook heeft het Wiedingharders veel Deense (Jutlandse) invloeden, waarin het weer overeenkomst met het Söl'ring (het dialect van Sylt) vertoont.
De heemkundige vereniging van Neukirchen (Naischöspel) organiseert cursussen Wiedingharders.